# Роберт Гейтс
Ро́берт Ма́йкл Ге́йтс (англ. Robert Michael Gates; нар. 25 вересня 1943, Вічита, штат Канзас) — державний діяч США. Директор Центрального розвідувального управління (ЦРУ; 1991–1993). Міністр оборони США з 18 грудня 2006 по 1 липня 2011.

## Освіта
Закінчив Коледж Вільяма та Мері зі ступенем бакалавра мистецтв (1965), Університет штату Індіана зі ступенем магістра в галузі історії східноєвропейських країн (1966). Доктор філософії в галузі російської та радянської історії (1974; Джорджтаунський університет). Почесний доктор у галузі гуманітарних наук коледжу Вільяма та Мері (1998).

## Робота в ЦРУ і Раді національної безпеки
З 1966 працював у ЦРУ, почав службу експертом-аналітиком. У 1967 р. отримав звання другого лейтенанта та був призваний до ВПС США. Прослужив один рік на посаді офіцера розвідки на авіабазі Вайтмен (штат Міссурі). Працював членом штабу спеціального помічника директора ЦРУ по скороченню стратегічних озброєнь і одним з двох помічників офіцера національної розвідки по стратегічних програмах. В 1974–1979 працював у Раді національної безпеки (РНБ). В 1979 повернувся в ЦРУ, був призначений офіцером національної розвідки по СРСР (тобто головним експертом ЦРУ в даній області в ранзі члена Національної ради розвідки).
Кар'єра Роберта Гейтса прискорилася після того, як президент США Рональд Рейган в 1981 р. призначив директором ЦРУ Вільяма Кейсі. У тому ж році Гейтс став керівником виконавчого штабу при директорі ЦРУ. З січня 1982 був заступником директора ЦРУ по розвідці. З вересня 1983, одночасно, був головою Національної ради розвідки. З 1986 був першим заступником директора ЦРУ (до березня 1989). У період хвороби Кейсі, в грудні 1986 — травні 1987 виконував обов'язки директора ЦРУ. Президент Рейган висунув його кандидатуру на посаду директора ЦРУ, однак під час процедури затвердження його кандидатури в Конгресі США Гейтс взяв самовідвід в зв'язку з тим, що ЦРУ, в якому він обіймав керівну посаду, в цей час було залучено в скандал «Ірангейт».
З березня 1989 був заступником помічника президента з національної безпеки. З серпня 1989 — помічник президента Джорджа Г. В. Буша і заступник радника президента з національної безпеки Брента Сковкрофта.
У 1991—1993 був директором ЦРУ. У жовтні 1992 Гейтс став першим директором ЦРУ, що відвідав московський Кремль — під час свого візиту в Росію він зустрічався з президентом Борисом Єльциним і директором Служби зовнішньої розвідки Євгеном Примаковим.

## Після звільнення з державної служби
У січні 1993, після обрання президентом демократа Білла Клінтона, покинув державну службу. Читав лекції в ряді американських університетів — Гарвардському, Єльському, Джона Гопкінса, Вандербільдта, Джорджтаунському, штату Індіана, штату Луїзіана, штату Оклахома, в коледжі Вільяма та Мері (також увійшов до числа попечителів благодійного фонду, організованого при цьому навчальному закладі — його alma mater). Автор книги «З тіні» (From the Shadows: The Ultimate Insider's Story of Five Presidents and How They Won the Cold War. Simon & Schuster, 1997).
В 1999–2001 виконував обов'язки декана Школи адміністрування та громадського управління імені Джорджа Буша при університеті A&M в Техасі. С 1 серпня 2002 — президент університету A&M. Член ради керуючих Fidelity Investments, рад директорів NACCO Industries, Inc., Brinker International, Inc. і Parker Drilling Company, Inc.

### Експерт в області зовнішньої політики
Роберт Гейтс є відомим експертом в області зовнішньої політики, членом Ради з міжнародних відносин. В 1996 очолював створену з ініціативи республіканського керівництва Конгресу США комісію, яка мала оцінити ступінь загроз, які виходять від країн, які здатні стати власниками ядерної зброї. Комісія підтвердила думку аналітиків ЦРУ, що має пройти від 10 до 15 років, перш ніж будь-яка держава, крім Росії та Китаю, зможе створити ракету, здатну донести ядерну боєголовку до основної території США. У висновках комісії зазначалося, що «наявні дані ще більше зміцнюють її в думці, що часу, щоб підготуватися до несподіванок, більш ніж достатньо». Ця точка зору викликала рішуче незгоду Доналда Рамсфельда (в той час не займав постів на держслужбі, але був відомим експертом), який настояв на створенні нової комісії під власним керівництвом, яка прийшла до інших висновків — що загроза може наступити вже через п'ять років, причому підготовка до нападу здатна відбуватися потай від США.
У 2004 разом із Збігнєвом Бжезинським підготував доповідь, в якому висловився за «м'який» курс у відношенні Ірану. У доповіді зазначалося, що «відсутність контактів з Іраном завдає шкоди американським інтересам в одному з найважливіших регіонів світу. Повинен бути встановлений прямий діалог з Тегераном по ряду питань, що викликають взаємне занепокоєння». Автори вважали, що США не слід пов'язувати поновлення діалогу з вирішенням тодішньої кризи навколо ядерної програми Ірану. Вони вважали, що сам факт такого діалогу стане ефективним антикризовим засобом. Пропонувалося погодитися з пропозицією Євросоюзу дозволити Ірану купувати збагачений уран за ринковими цінами при збереженні суворого контролю з боку МАГАТЕ за іранською ядерною програмою. Втім, ці рекомендації були дані до приходу до влади в Ірані Махмуда Ахмадінежада, який різко активізував ядерну програму.

У 2004 Роберт Гейтс виступив в газеті «New York Times» з критикою політики влади США по скороченню в цілях безпеки кількості віз, які видаються іноземцям, які бажають навчатися в Америці. Висловив впевненість, що 

«захист нашої країни вимагає не тільки заходів безпеки. Ми повинні виграти війну ще й на ідейному рівні. Саме тому ми не маємо права спокійно спостерігати, як візова система не відрізняє студентів і вчених від осіб, що представляють небезпеку … Крім того, що під загрозою наші економічні, наукові та політичні інтереси, ми ризикуємо ще й втратити своїх союзників у майбутньому.»
На початку 2005 р. відмовився від пропозиції обійняти посаду директора національної розвідки США — координатора діяльності американських спецслужб (на думку експертів, цей пост пов'язаний з великою відповідальністю та з відсутністю реальної влади).

## Міністр оборони
Після поразки республіканців на виборах в Конгрес 7 листопада 2006 президент Джордж Вокер Буш прийняв відставку непопулярного через війну в Іраку міністра оборони Доналда Рамсфельда. 8 листопада 2006 він висунув кандидатуру Гейтса на посаду міністра оборони США. У грудні кандидатуру Гейтса схвалив Конгрес США, і він приступив до керівництва Пентагоном, прийнявши у спадок від попередника дві війни, в Афганістані і в Іраку.
1 грудня 2008 року новообраний президент США Барак Обама оголосив про рішення залишити Гейтса на посаді міністра оборони в новій адміністрації.
Гейтс заздалегідь оголосив, що залишить посаду у 2011 році. У лютому 2011, підсумовуючи досвід ведення війн на азійському континенті, у виступі перед кадетами військової академії Вест-Пойнт глава Пентагону Роберт Гейтс закликав США в майбутньому уникати нових великих військових конфліктів. Виступаючи, як він сам зізнався, в останній раз, Гейтс заявив, що війни, подібні війні в Афганістані, — неприйнятні, і він настійно радить від них відмовитися.
|  | По-моєму, будь-який майбутній міністр оборони, який буде радити президенту знову відправити американську армію в Азію, або на Близький Схід, або в Африку, повинен буде "перевірити свою голову у фахівця", як делікатно називав це генерал Макартур |

Гейтс заявив кадетам, що неможливо передбачити, якою буде наступна війна, але зазначив, що їм доведеться брати участь у конфліктах нового типу. «Що стосується прогнозування місця і характеру нашого наступного військового втручання, то, з часів В'єтнаму, наші успіхи очевидні. Жодного разу ні в одному з випадків — починаючи від Маягуеса до Гренади, Панами, Сомалі, Балкан, Гаїті, Кувейту, Іраку тощо, ще за рік до цих подій ми поняття не мали про те, що можемо включиться в ці операції».
Одночасно, він підкреслив свою впевненість у тому, що майбутні дії США з участю армії будуть все менше включати в себе зіткнення великих механізованих військових з'єднань. «У боротьбі за кожен долар з оборонного бюджету між і усередині родів військ, армії слід визнати, що найвірогіднішим сценарієм для збройних сил США буде переважне залучення для військового втручання військово-морських сил і авіації», — сказав Гейтс.

## Нагороди
Нагороджений Медаллю національної безпеки (The National Security Medal), президентської Медаллю Громадян (The Presidential Citizens Medal — друга за значенням цивільна нагорода Америки), двічі — Медаллю Національного розвідувального агентства «За відмінну службу» (The National Intelligence Distinguished Service Medal), тричі — медаллю ЦРУ «За заслуги в розвідці» (The Distinguished Intelligence Medal).